# St-Martin (Ansouis)

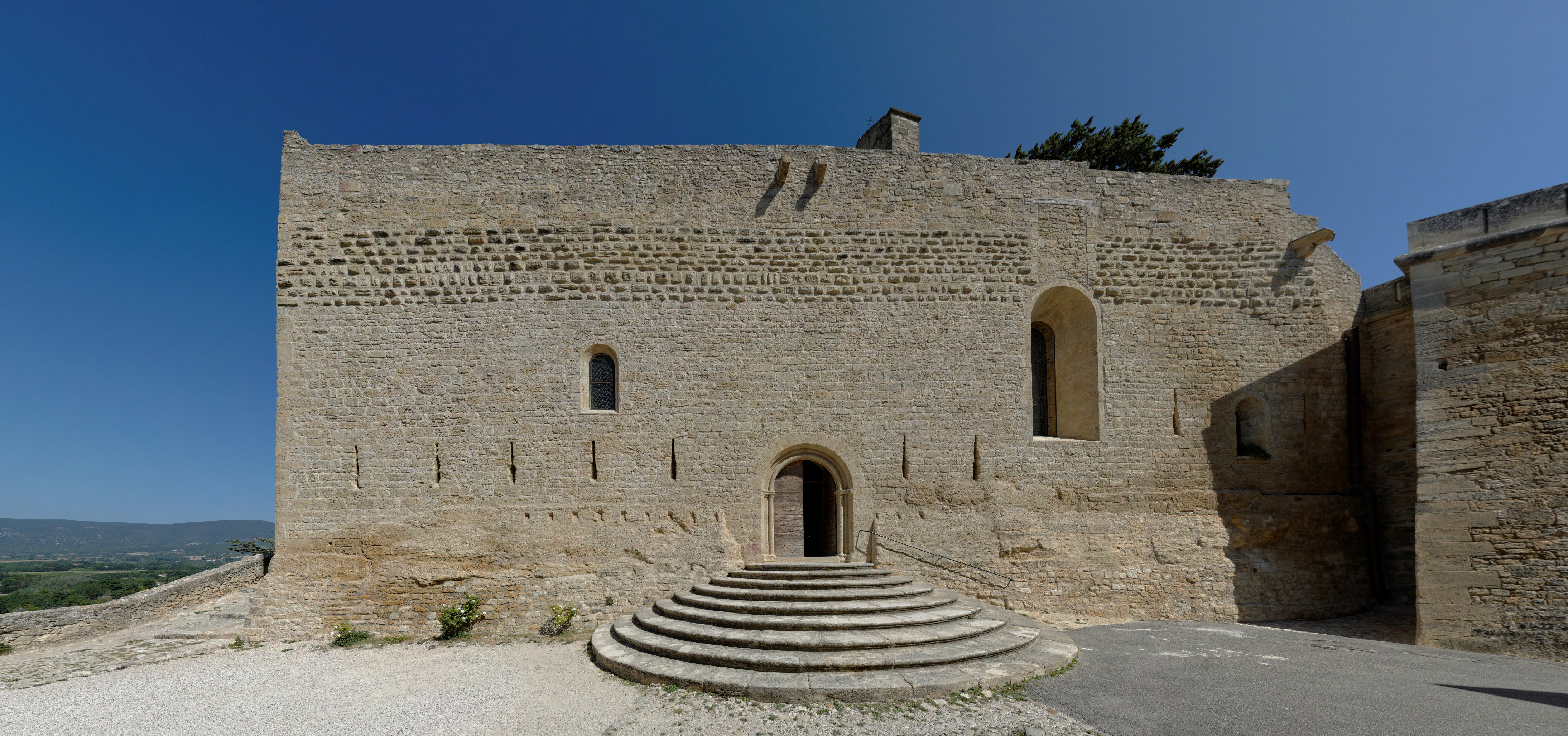
Südfassade der Kirche

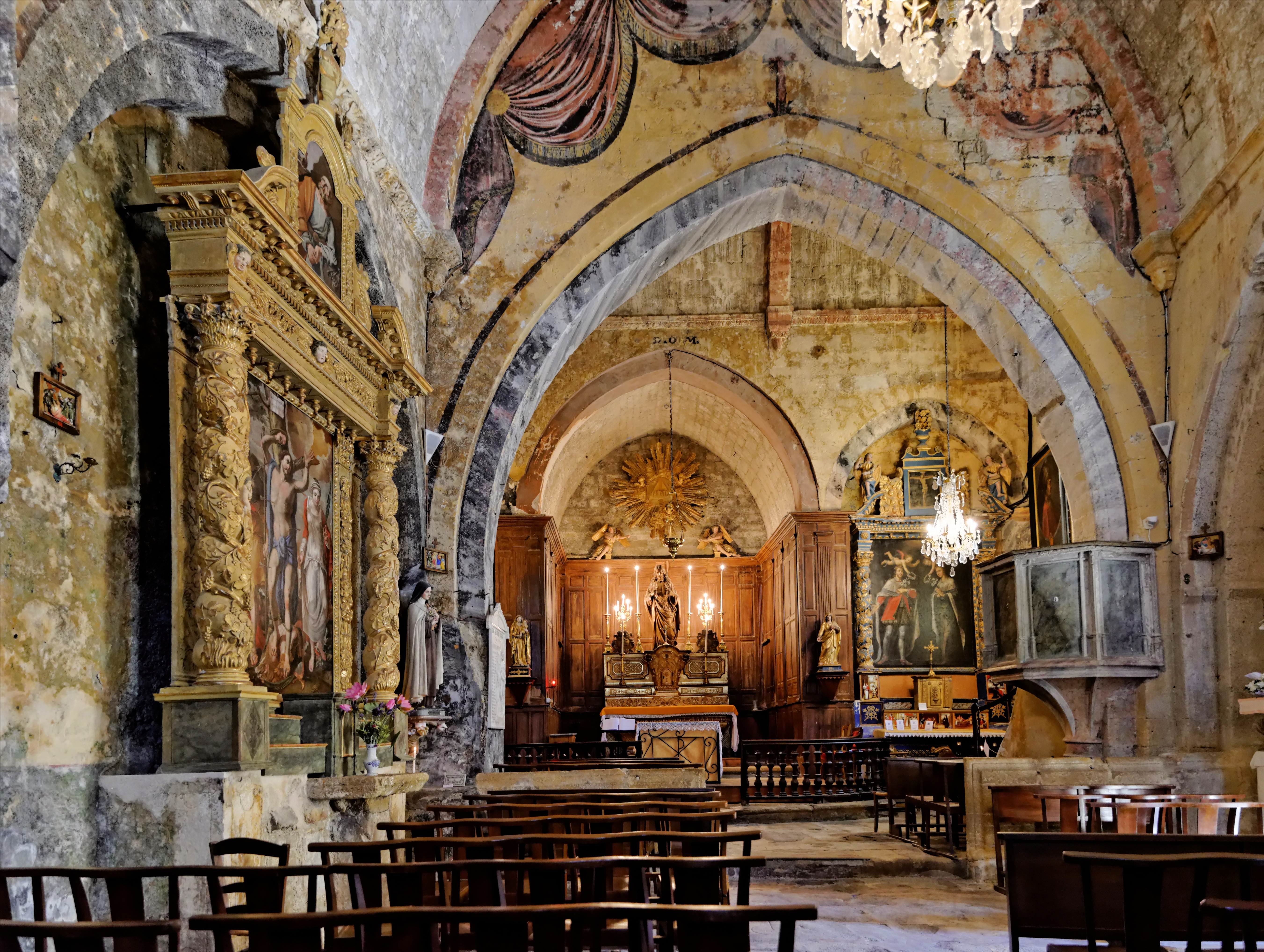
Innenraum

St-Martin ist die römisch-katholische Pfarrkirche der französischen Gemeinde Ansouis im Département Vaucluse. Sie steht seit 1988 als Monument historique unter Denkmalschutz.

## Beschreibung
Die Kirche im Stil der Romanik ist an der Dorfmauer aus dem 13. Jahrhundert angebaut, deren von sieben Bogenscharten durchbrochene Kurtine als Südfassade dient. Die Kirche wurde an der Stelle eines älteren Heiligtums erbaut, was die Verschiebung zwischen den Achsen des Chors und des Langschiffs erklärt. Das dreijochige Langschiff mit Spitztonnen endet in einem Querschiff und wird mit einer quadratischen Apsis abgeschlossen, die von zwei Apsiden eingerahmt ist. Der Boden der Kirche ist mit Steinplatten bedeckt. Oberhalb ihres Triumphbogens trägt die Kirche einen Glockengiebel mit vier bogenförmigen Glockenfenstern.
Die Kirche beherbergt mehrere Altarbilder, darunter das fünfteilige Altarbild der lokalen Heiligen Elzéar und Delphine. Es stammt aus dem 17. Jahrhundert und erzählt von verschiedenen Wohl- und Wundertaten des Paares.

## Geschichte
Die Pfarrgemeinde von Ansouis tritt in den Texten gegen Ende des 11. Jahrhunderts als Filiale des Domkapitels von Aix auf. Das heutige Gebäude lässt sich in Ermangelung schriftlicher Quellen nicht genau datieren, ist aber wahrscheinlich nicht älter als vom Ende des 13. Jahrhunderts, denn es wurde an die Innenseite der ersten Stadtmauer angebaut, deren Kurtine als Fassade dient und deren Schießscharten damals teilweise zugemauert wurden.
Die Kirche wurde im 16. Jahrhundert mit Steinen der abgerissenen Burg befestigt und bis zum 18. Jahrhundert regelmäßig instand gehalten, wobei die häufigsten und teuersten Reparaturen am Schieferdach und an der Ausschmückung der Altäre vorgenommen wurden, deren Zahl allmählich auf neun (im Jahr 1920) anstieg. Die Nähe zum Schloss im Norden und der enge Friedhof im Süden machten den Bau von Seitenkapellen unmöglich.
Um ein wenig Platz zu gewinnen, begnügten sich die Gemeindemitglieder mit dem Bau von Emporen: 1620 waren es drei, davon zwei im Langschiff und eine im Chor, die alle später wieder abgebaut wurden. Im ersten Joch des Langschiffes sind noch die Spuren einer vierten Empore zu sehen, die – wie die Verkleidung der Westwand – noch aus dem 17. Jahrhundert zu stammen scheint.
1925 wurde das Kirchengebäude erstmals ins Inventarverzeichnis der historischen Denkmäler eingetragen. Bei der Erneuerung des Daches 1997 kamen zu den älteren Glocken Sainte Delphine und Saint Elzéar im Glockengiebel zwei neue hinzu, Sainte Roselyne und Saint Martin, die von der Gießerei Granier Père et Fils in Magalas hergestellt wurden.